# Happier (Ed Sheeran)
Happier is een nummer van de Britse zanger Ed Sheeran. Het nummer werd uitgebracht op zijn album ÷ uit 2017. Op 27 april 2018 werd het nummer uitgebracht als de vijfde en laatste single van het album.

## Achtergrond
Happier is geschreven door Sheeran in samenwerking met Ryan Tedder en Benjamin Levin en is geproduceerd door Levin onder zijn pseudoniem Benny Blanco. Volgens Sheeran gaat het nummer over het terugkijken naar een vroege relatie die hij had. Hoewel hij oorspronkelijk boos en bitter was nadat zij uit elkaar gingen, realiseerde hij zich later dat zijn eerste liefde met iemand anders gelukkiger was dan met hem. Hij vertelde hierover: "Ik herinner me het eerste meisje waar ik mee was, waar het eerste en het grootste deel van het tweede album over gingen, met wie ik in mijn schooltijd samen was. En ik ontmoette ooit de jongen waar ze nu mee is, en ik zag meteen dat hij zoveel beter bij haar past dan ik ooit bij haar paste. Zoals ik ze samen zag, zo zagen wij er nooit uit, zo'n koppel waren wij nooit, zo vrolijk waren wij nooit. Dus het was eigenlijk een openbaring, en ik schreef er een nummer over dat dat beschreef."
Happier behaalde kort na het verschijnen van ÷ voor het eerst de hitlijsten, met onder meer een zesde plaats in het Verenigd Koninkrijk, een elfde plaats in de Nederlandse Single Top 100 en plaats 59 in de Amerikaanse Billboard Hot 100. Toen het op single verscheen, werd het opnieuw een hit in een aantal landen, maar kwam het bijna nergens hoger dan de oorspronkelijke positie. In de Verenigde Staten kwam het niet meer in de top 100 terecht, terwijl in het Verenigd Koninkrijk plaats 87 werd gehaald. In de Nederlandse Top 40 en de Vlaamse Ultratop 50, waarin het tot dan toe nog geen notering had, kwam het respectievelijk tot de zevende en twaalfde plaats na de officiële single-uitgave.
De videoclip van Happier is geregisseerd door Emil Nava. In de clip is een poppenversie van Sheeran te zien die ook al verscheen in de clip van Sing. Hij ziet zijn ex-vriendin, een ballon, zitten met haar nieuwe vriend en denkt aan alle belangrijke momenten die hij met haar heeft beleefd. Aan het eind van de clip vliegt de ballon weg.

## Hitnoteringen

### Nederlandse Top 40
| Hitnotering: 12-05-2018 t/m 29-09-2018 | Hitnotering: 12-05-2018 t/m 29-09-2018 | Hitnotering: 12-05-2018 t/m 29-09-2018 | Hitnotering: 12-05-2018 t/m 29-09-2018 | Hitnotering: 12-05-2018 t/m 29-09-2018 | Hitnotering: 12-05-2018 t/m 29-09-2018 | Hitnotering: 12-05-2018 t/m 29-09-2018 | Hitnotering: 12-05-2018 t/m 29-09-2018 | Hitnotering: 12-05-2018 t/m 29-09-2018 | Hitnotering: 12-05-2018 t/m 29-09-2018 | Hitnotering: 12-05-2018 t/m 29-09-2018 | Hitnotering: 12-05-2018 t/m 29-09-2018 | Hitnotering: 12-05-2018 t/m 29-09-2018 | Hitnotering: 12-05-2018 t/m 29-09-2018 | Hitnotering: 12-05-2018 t/m 29-09-2018 | Hitnotering: 12-05-2018 t/m 29-09-2018 | Hitnotering: 12-05-2018 t/m 29-09-2018 | Hitnotering: 12-05-2018 t/m 29-09-2018 | Hitnotering: 12-05-2018 t/m 29-09-2018 | Hitnotering: 12-05-2018 t/m 29-09-2018 | Hitnotering: 12-05-2018 t/m 29-09-2018 | Hitnotering: 12-05-2018 t/m 29-09-2018 | Hitnotering: 12-05-2018 t/m 29-09-2018 |
| Week                                   | 1                                      | 2                                      | 3                                      | 4                                      | 5                                      | 6                                      | 7                                      | 8                                      | 9                                      | 10                                     | 11                                     | 12                                     | 13                                     | 14                                     | 15                                     | 16                                     | 17                                     | 18                                     | 19                                     | 20                                     | 21                                     |                                        |
| -------------------------------------- | -------------------------------------- | -------------------------------------- | -------------------------------------- | -------------------------------------- | -------------------------------------- | -------------------------------------- | -------------------------------------- | -------------------------------------- | -------------------------------------- | -------------------------------------- | -------------------------------------- | -------------------------------------- | -------------------------------------- | -------------------------------------- | -------------------------------------- | -------------------------------------- | -------------------------------------- | -------------------------------------- | -------------------------------------- | -------------------------------------- | -------------------------------------- | -------------------------------------- |
| Positie                                | 27                                     | 24                                     | 17                                     | 14                                     | 17                                     | 14                                     | 11                                     | 10                                     | 7                                      | 9                                      | 10                                     | 11                                     | 13                                     | 17                                     | 20                                     | 22                                     | 27                                     | 29                                     | 32                                     | 36                                     | 40                                     | uit                                    |

### Single Top 100
| Hitnotering week 1 t/m 9: 11-03-2017 t/m 06-05-2017 Hitnotering week 10 t/m 32: 19-05-2018 t/m 20-10-2018 | Hitnotering week 1 t/m 9: 11-03-2017 t/m 06-05-2017 Hitnotering week 10 t/m 32: 19-05-2018 t/m 20-10-2018 | Hitnotering week 1 t/m 9: 11-03-2017 t/m 06-05-2017 Hitnotering week 10 t/m 32: 19-05-2018 t/m 20-10-2018 | Hitnotering week 1 t/m 9: 11-03-2017 t/m 06-05-2017 Hitnotering week 10 t/m 32: 19-05-2018 t/m 20-10-2018 | Hitnotering week 1 t/m 9: 11-03-2017 t/m 06-05-2017 Hitnotering week 10 t/m 32: 19-05-2018 t/m 20-10-2018 | Hitnotering week 1 t/m 9: 11-03-2017 t/m 06-05-2017 Hitnotering week 10 t/m 32: 19-05-2018 t/m 20-10-2018 | Hitnotering week 1 t/m 9: 11-03-2017 t/m 06-05-2017 Hitnotering week 10 t/m 32: 19-05-2018 t/m 20-10-2018 | Hitnotering week 1 t/m 9: 11-03-2017 t/m 06-05-2017 Hitnotering week 10 t/m 32: 19-05-2018 t/m 20-10-2018 | Hitnotering week 1 t/m 9: 11-03-2017 t/m 06-05-2017 Hitnotering week 10 t/m 32: 19-05-2018 t/m 20-10-2018 | Hitnotering week 1 t/m 9: 11-03-2017 t/m 06-05-2017 Hitnotering week 10 t/m 32: 19-05-2018 t/m 20-10-2018 | Hitnotering week 1 t/m 9: 11-03-2017 t/m 06-05-2017 Hitnotering week 10 t/m 32: 19-05-2018 t/m 20-10-2018 | Hitnotering week 1 t/m 9: 11-03-2017 t/m 06-05-2017 Hitnotering week 10 t/m 32: 19-05-2018 t/m 20-10-2018 | Hitnotering week 1 t/m 9: 11-03-2017 t/m 06-05-2017 Hitnotering week 10 t/m 32: 19-05-2018 t/m 20-10-2018 | Hitnotering week 1 t/m 9: 11-03-2017 t/m 06-05-2017 Hitnotering week 10 t/m 32: 19-05-2018 t/m 20-10-2018 | Hitnotering week 1 t/m 9: 11-03-2017 t/m 06-05-2017 Hitnotering week 10 t/m 32: 19-05-2018 t/m 20-10-2018 | Hitnotering week 1 t/m 9: 11-03-2017 t/m 06-05-2017 Hitnotering week 10 t/m 32: 19-05-2018 t/m 20-10-2018 | Hitnotering week 1 t/m 9: 11-03-2017 t/m 06-05-2017 Hitnotering week 10 t/m 32: 19-05-2018 t/m 20-10-2018 | Hitnotering week 1 t/m 9: 11-03-2017 t/m 06-05-2017 Hitnotering week 10 t/m 32: 19-05-2018 t/m 20-10-2018 |
| Week | 1 | 2 | 3 | 4 | 5 | 6 | 7 | 8 | 9 | | 10 | 11 | 12 | 13 | 14 | 15 | 16 |
| --- | --- | --- | --- | --- | --- | --- | --- | --- | --- | --- | --- | --- | --- | --- | --- | --- | --- |
| Positie                                                                                                   | 11 | 18 | 41 | 47 | 47 | 46 | 57 | 69 | 99 | uit | 90 | 75 | 51 | 48 | 52 | 61 | 52 |
| Week | 17 | 18 | 19 | 20 | 21 | 22 | 23 | 24 | 25 | 26 | 27 | 28 | 29 | 30 | 31 | 32 | |
| Positie                                                                                                   | 52 | 53 | 38 | 54 | 53 | 54 | 51 | 60 | 58 | 83 | 72 | 69 | 67 | 74 | 90 | 98 | uit |

### NPO Radio 2 Top 2000
| Nummer met noteringen in de NPO Radio 2 Top 2000 | '19 | '20  | '21  | '22  |
| ------------------------------------------------ | --- | ---- | ---- | ---- |
| Happier                                          | 979 | 1455 | 1422 | 1897 |

1. ↑  Een vetgedrukt getal geeft de hoogste notering aan.
2. ↑  2019 was het eerste jaar met een notering voor dit nummer.
3. ↑  Deze tabel is bijgewerkt tot en met de laatste editie (2024).